# Elektronischer Dudelsack

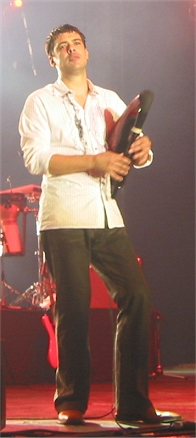
José Ángel Hevia mit elektronischem Dudelsack

Elektronische Dudelsäcke sind elektronische Musikinstrumente, die den Klang eines Dudelsacks imitieren. 
Zunächst wurden elektronische Dudelsäcke vor allem als Übungs-Instrumente entwickelt, bei denen eine dem Original sehr ähnliche Spielpfeife über Midi die entsprechenden Klänge ansteuerte. Die Spielpfeifen verfügen anstelle der Grifflöcher über Sensoren. Die Griffe werden mittels Mikroprozessoren in Töne umgewandelt und als Audiosignal zur Verfügung gestellt. Da normale Dudelsäcke eine enorme Lautstärke produzieren, war dies für viele Musiker eine Hilfe beim Üben des Instruments, weil sie nun auch über Kopfhörer spielen konnten.
Zusätzlich zur Spielpfeife, mit der die Melodie erzeugt wird, bieten einige Modelle Borduntöne, die wie beim Original die Harmonien der Grundtonart unterlegen. Einige Modelle, simulieren den Drucksack des Instruments. Dabei wird der Sack durch den Musiker oder automatisch aufgeblasen und die Spielpfeife wie auch die Bordune durch den Armdruck des Spielers aktiviert. Die Menge der über ein Ventil entweichenden Luft kann individuell eingestellt werden, so dass mit weniger Kraftaufwand als bei einer traditionellen Sackpfeife das Instrument gespielt werden kann. Im Unterschied zu Originaldudelsäcken lassen sich elektronische Dudelsäcke leicht umstimmen, was den Einsatz in gemischten Bands erleichtert.

## Sound samples
- Electronische Great Highland Bagpipeⓘ/?
- Electronische Gaitaⓘ/?